# Igaporã
Igaporã é um município brasileiro do estado da Bahia. Sua população, segundo o censo 2022, é de 15.527 hab.
Igaporã foi desmembrada de Caetité em 1958.

## História
A região de Igaporã foi colonizada no século XVIII, no contexto do povoamento do Alto Sertão Baiano, no qual o município está localizado.
Em 1871, foi erguida uma capela em louvor a Nossa Senhora do Livramento, ao redor da qual se formou a povoação de Bonito (atual cidade de Igaporã), elevada à categoria de freguesia de Caetité por meio da Lei provincial nº 2438, de 1° de maio de 1884. Posteriormente, o distrito de Bonito teria seu nome alterado para Igaporã (termo oriundo do tupi-guarani cujo significado é “rio bonito”) pelo Decreto-lei estadual nº 141, de 31 de dezembro de 1943, confirmado pelo Decreto estadual nº 12.978, de 1° de junho de 1944.
A Lei estadual nº 556, de 25 de maio de 1953, elevou Igaporã à categoria de município, tendo como primeiro prefeito Orozimbo Ribeiro. No entanto, nos anos seguintes, houve disputas judiciais sobre a emancipação do município, resultando em um acórdão do STF de 26 de outubro de 1956, no qual a emancipação de Igaporã foi declarada inconstitucional, retornando o município à categoria de distrito de Caetité. Posteriormente, a Lei estadual nº 1030, de 14 de agosto de 1958, restaurou a autonomia do município de Igaporã, instalado em 7 de abril de 1963.

## Lista de prefeitos de Igaporã
1. Manoel Joaquim de Azevedo (1960-1962)
2. José Antônio Fagundes (1963-1966)
3. Olga Laranjeira Bastos (1967-1970)
4. José Antônio Fagundes (1971-1974)
5. Leôncio Fagundes (1975-1978)
6. Dalmar Fagundes de Azevedo (1979-1982)
7. José Calmito Fagundes Ledo (1983-1988)
8. Lucílio Fagundes Neves (1989-1992)
9. Deusdete Fagundes de Brito (1993-1996)
10. José Calmito Fagundes Ledo (1997-2000)
11. Deusdete Fagundes de Brito (2001-2004)
12. Deusdete Fagundes de Brito (2005-2008)
13. Newton Francisco Neves Cotrim (2009-2012)
14. Rosana Cotrim de Carvalho Melo (2013-2016)
15. José Suly Fagundes Netto (2017-2020)
16. Newton Francisco Neves Cotrim ( Atual 2021-2024)